# Relação de Gibbs-Duhem
Em termodinâmica, a relação de Gibbs-Duhem descreve as variações do potencial químico associadas as diferentes componentes de um sistema. Ela é consequência direta da relação de Euler para funções homogêneas e se escreve para um sistema de {\displaystyle I} componentes:
{\displaystyle \sum _{i=1}^{I}N_{i}\,\mathrm {d} \mu _{i}=-S\,\mathrm {d} T+V\,\mathrm {d} p\,}
sendo {\displaystyle N_{i}} o número de moles da componente i, {\displaystyle \mu _{i}} o potencial químico da componente i, {\displaystyle S} a entropia do sistema, {\displaystyle T} a temperatura, {\displaystyle V} o volume e {\displaystyle p} a pressão.